# Østjydsk Bank
Østjydsk Bank A/S var en dansk bank, der havde 3 filialer i hhv. Mariager, Hadsund, og Hobro, samt pengeautomater i Havndal og Spentrup. Hovedsædet var beliggende i Mariager. Banken gik i februar 2018 konkurs. Sparekassen Vendsyssel overtog bankens kunder og ansatte for 50 millioner.
Østjydsk Bank blev grundlagt i d. 17. oktober 1897 under navnet "Banken for Mariager og omegn".
I 2016 beskæftigede banken ca. 75 medarbejdere og opnåede et overskud på ca. 9,4 mio. kr. før skat.
Ifølge bankens årsrapport for 2016 forventede Østjydsk Bank i regnskabsåret 2017 et resultat før kursreguleringer og nedskrivninger, i niveauet 55 – 65 mio. kr.
Banken var noteret på Københavns Fondsbørs. De største aktionærer i banken er Arbejdernes Landsbank og en række lokale aktionærer.
Bankens direktør var Max Hovedskov.

## Afdelinger
| Afdeling:               | Adresse:                       | Telefon   |
| ----------------------- | ------------------------------ | --------- |
| Mariager                | Østergade 6-9, 9550 Mariager   | 9854 1444 |
| Hobro                   | Adelgade 8, 9500 Hobro         | 9668 4340 |
| Hadsund                 | Storegade 55-61, 9560 Hadsund  | 9668 4400 |
| Spentrup (pengeautomat) | Stationsvej 2 A, 8981 Spentrup |           |
| Havndal (pengeautomat)  | Vesterbro 8 B, 8870 Havndal    |           |